# Рафаил (Заборовский)
Митрополит Рафаил (в миру — Михаи́л Заборо́вский, или Збо́ровский, пол. Michał Zaborowski; 1677, Зборов, Речь Посполитая — 22 октября 1747, Киев, Российская империя) — епископ Русской православной церкви, Митрополит Киевский и Галицкий и всея Малыя России (с 1743 года).

## Биография
Родился в 1677 году в местечке Зборов (Заборов), находящемся вблизи города Львова. В то время город обнищал из-за противостояния польских и казацких войск за земли Червонной Руси. Отец Михаила был польским шляхтичем; первоначальное образование Михаил Зборовский получил в польских школах, а по смерти отца, когда мать переехала в Киев, он поступил в Киево-Могилянскую академию, а затем перешёл в Московскую Заиконоспасскую, где, ещё учась, принял монашество по православному обряду с именем Рафаил. По окончании полного курса он был назначен в ту же Заиконоспасскую академию в Москве учителем риторики, затем служил некоторое время иеромонахом во флоте, а в 1723 году получил назначение архимандритом Троицкого Калязинского монастыря и асессором Святейшего синода.
15 августа 1725 года Рафаил Заборовский хиротонисан был во епископа Псковского и Нарвского, а 23 августа того же года назначен советником Святейшего синода, каковую должность он занимал до 15 июля 1726 года. Во Пскове епископ Рафаил открыл духовную семинарию — первое учебное заведение в городе.
13 апреля 1731 года он был назначен архиепископом Киевским, Галицким и всея Малыя России.
В Киеве Рафаил прежде всего обратил внимание на Духовную академию в Братском монастыре, которая находилась в очень печальном положении. В ответном письме Рафаилу Феофан Прокопович (1736) сообщал: «писал ко мне преосвященство ваше, через господина Величковского, что училищный у вас монастырь Братский пришел в крайнюю скудость, и таковую, что и к повседневному пропитанию не имеют довольства учители и прочии братия, и не могло бы уже место оное в состоянии пребыть, есть ли бы особливым святыни вашей призрением снабдеваемо не было». Рафаил Заборовский устроил сбор в пользу Академии, пожертвовал 1640 рублей и в очень короткое время построил новые здания для академии и для общежития воспитанников и церковь в честь Покрова Пресвятыя Богородицы, которая была освящена 1 ноября 1740 года. Он помогал нуждающимся воспитанникам Духовной академии, посылал некоторых окончивших курс академии на свой счёт за границу для продолжения образования, заботился о более успешном преподавании в академии и о привлечении более хороших учителей. Благодаря ему в Киевской академии в 1738 году были открыты кафедры языков: греческого, немецкого и еврейского.
Киевская духовная академия, как писал митрополит Евгений (Болховитинов), «прославилась многими вышедшими из нея знаменитыми учёными людьми, отличившимися во всех состояниях, и в его время она из благодарности называла себя Киево-Могило-Заборовскою». 16 июня 1743 года по докладу Святейшего синода императрица Елизавета Петровна указала быть в Киеве митрополии, а архиепископу Рафаилу именоваться митрополитом Киевским и Галицким.
Рафаил написал много поучений, но они не были изданы. Его инструкция академии издана в книге Виктора Аскоченского «Киев и его академия»; переписка его с Маркевичем напечатана в «Обзоре Гамалеевского монастыря». По словам митрополита Евгения, Рафаил Заборовский напечатал в Москве в 1735 году два поучения.
Рафаил скончался в Киеве 22 октября 1747 года и погребён 30 ноября, то есть в сороковой день его кончины, в Софийском соборе. При погребении надгробную речь говорил Георгий Конисский:

Кто не видел бесприкладную милость его к учащимся, кому неведомо было великое призрение его к учащимся? Не хочу я о сем многа слова простирать, лучше за меня проповедуют, хотя и безгласная оная нововодруженная, царским чертогам подобающая, училищная здания, многим иждивением преосвященного архипастыря состроенная! Недоволен един язык того исповести; нехай убо многочисленный оный дом, общее учащихся нищих прибежище, бобиле, глаголю, бурсацкие, безгрунтовии, безденежние чрез 16 лет милостию преосвященного архипастыря оправляеми, огреваеми и многообразно ежечастным его знанием, подаянием снабдеваеми!

## Комментарии
1. ↑  2-я часть, С. 102—108.